# هندوكش (كرتشمبو الشمالي)
هندوکش (بالفارسية: هندوکش) هي قرية تقع في إيران في قسم كرتشمبو الشمالي الريفي. يقدر عدد سكانها بـ 1,076 نسمة .